# Sean Anders
Sean Anders (DeForest, Wisconsin, 1969. június 19. –) amerikai filmrendező és forgatókönyvíró.

## Élete és pályafutása
Anders Los Angelesben született. Egyéves korában családja Madisonba, majd néhány évvel később az amerikai Wisconsin államban található DeForestbe költözött. Van egy testvére, a szintén színész Andrea Anders. Miután 1987-ben elvégezte a DeForest High Schoolt, zenekart alapított. Nem sokkal később az arizonai Tempe-be költözött, ahol rövid ideig grafikusként és webfejlesztőként dolgozott.
2012-ben megrendezte az Apa ég! című filmvígjátékot.

## Filmográfia
| Év   | Film                  | Szerep         | Megjegyzés                                  | Színészek |
| ---- | --------------------- | -------------- | ------------------------------------------- | --- |
| 2005 | Never Been Thawed     | Shawn Anderson | író, rendező, színész és produkciós tervező | Allen Zwolle |
| 2007 | Playing Chicken       |                | társíró és társ-executive producer          | John Balma |
| 2008 | Szextúra              |                | rendező és társíró                          | Josh Zuckerman, Amanda Crew, Clark Duke, James Marsden                                                              |
| 2010 | Vissza a jelenbe      |                | író                                         | John Cusack, Rob Corddry, Craig Robinson, Clark Duke                                                                |
| 2010 | Túl jó nő a csajom    |                | író                                         | Jay Baruchel, Alice Eve, T. J. Miller, Krysten Ritter                                                               |
| 2011 | Mr. Popper pingvinjei |                | író                                         | Jim Carrey, Carla Gugino                                                                                            |
| 2012 | Apa ég!               |                | rendező                                     | Adam Sandler, Andy Samberg, Leighton Meester                                                                        |
| 2013 | Családi üzelmek       |                | író                                         | Jennifer Aniston, Jason Sudeikis, Emma Roberts, Will Poulter                                                        |
| 2014 | Förtelmes főnökök 2.  |                | rendező és társíró                          | Jason Bateman, Charlie Day, Jason Sudeikis, Jennifer Aniston, Kevin Spacey, Christoph Waltz, Chris Pine, Jamie Foxx |
| 2014 | Dumb és Dumber kettyó |                | társíró                                     | Jim Carrey, Jeff Daniels                                                                                            |
| 2015 | Megjött apuci!        |                | rendező, társíró és executive producer      | Will Ferrell, Mark Wahlberg, Linda Cardellini                                                                       |
| 2017 | Megjött apuci 2.      |                | rendező, társíró és executive producer      | Will Ferrell, Mark Wahlberg, Linda Cardellini, John Lithgow, Mel Gibson                                             |
| 2018 | Instant család        |                | rendező, társíró és producer                | Mark Wahlberg, Rose Byrne, Octavia Spencer                                                                          |
| 2019 | Halálod appja         |                | producer                                    | Elizabeth Lail, Jordan Calloway, Talitha Bateman, Tichina Arnold                                                    |

## Fordítás
- Ez a szócikk részben vagy egészben  a   Sean Anders című angol Wikipédia-szócikk fordításán alapul.  Az eredeti cikk szerkesztőit annak laptörténete sorolja fel. Ez a jelzés csupán a megfogalmazás eredetét és a szerzői jogokat jelzi, nem szolgál a cikkben szereplő információk forrásmegjelöléseként.